# Andy Lüscher
Andreas „Andy“ Lüscher (* 15. Mai 1953 in Neuhausen am Rheinfall) ist ein Schweizer Jazzmusiker (Schlagzeug, Perkussion), der zunächst in Mexiko aktiv war.

## Leben und Wirken
Lüscher zog 1957 mit seinen Eltern nach Mexiko. Im Alter von 13 Jahren schloss er sich einer lokalen Band als Sänger/Harmonikaspieler an, wurde aber bald als Autodidakt Schlagzeuger in verschiedenen Rockbands, die in der Region Mexiko-Stadt tätig waren. Nach etwa vier Jahren entschied Lüscher sich für eine formale Musikausbildung und schrieb sich am Musikkonservatorium in Mexiko-Stadt ein, wo er klassisches Schlagzeug studierte und seine ersten Erfahrungen als Schlagwerker im Orchester des Konservatoriums machte. Gleichzeitig spielte er weiterhin Schlagzeug in R&B-, Blues- und Funk-Bands.
Nach seinem Abschluss spielte Lüscher Schlagwerk in vielen Sinfonieorchestern. Außerdem wurde er als Sessionmusiker unter Vertrag genommen, um für Jingles, Filmmusik und (Pop-)Alben zu spielen. Bald wurde er zu einem der gutbeschäftigten Schlagzeuger im Showbusiness. Zunehmend spielte er mit Jazzmusikern und war Mitbegründer der Jazzschule in Mexiko-Stadt, wo er sieben Jahre lang Schlagzeug unterrichtete und Workshops leitete. Er gründete eigene Combos. Er wurde oft beauftragt, Musik für Kunstausstellungen zu schreiben, bei denen er auch auftrat, zum Beispiel bei den Ausstellungen von Henri Matisse oder Pablo Picasso im Museo de Arte Moderno in Mexiko-Stadt.
1987 entschied Lüscher sich, zurück in die Schweiz zu ziehen. Dort wurde er aufgrund seiner Vielseitigkeit bald zu einem gefragten Schlagzeuger. Mit dem Saxophonisten Jopo Poffet bildete er ein Duo. Er war Mitglied im Trio von Milcho Leviev, mit dem mehrere Alben entstanden. Auch gehörte er zu den Gruppen von Hans Feigenwinter und Thomas Moeckel, mit denen er auch aufnahm. Weiterhin trat er mit Eddie Gomez und Jack Wilkins auf. 1998 legte er ein Album unter eigenem Namen vor. Er ist auch auf zwei Alben von Mark Hauser zu hören. Tom Lord hat 11 Aufnahmen zwischen 1989 und 2001 verzeichnet.
Weiterhin unterrichtete er Schlagzeug- und Rhythmusklassen an der Jazzschule Basel (heute Teil der Musikakademie Basel) sowie an einer Jugendmusikschule in den Vororten von Basel. Auch war er Europa-Korrespondent für das Jazzradio UNAM Panorama del Jazz in Mexiko-Stadt. 2014 zog er von Basel nach Mexiko-Stadt zurück, wo er unter anderem im Quartett von Roberto Aymes wirkte.

## Diskographische Hinweise
- Jopo & Andreas Luescher Duo The Douse (Xopf 1989)
- Milcho Leviev Trio E. B. Blues (BMU 1995)
- Milcho Leviev, Roman Dyląg, Andy Lüscher: Rismiles (BMU 1995)
- Andy Lüscher (Castle Life 1998, mit Thomas Moeckel, Loris Peloso, Daniel Blanc, Veronika Varadi, Lester Menezes, Urs Wiesner, Francis Coletta, Karl Theodor Geier)
- Milcho Leviev, Andy Lüscher: Basel Blues (BMU 2002)